# Alter Fischmarkt

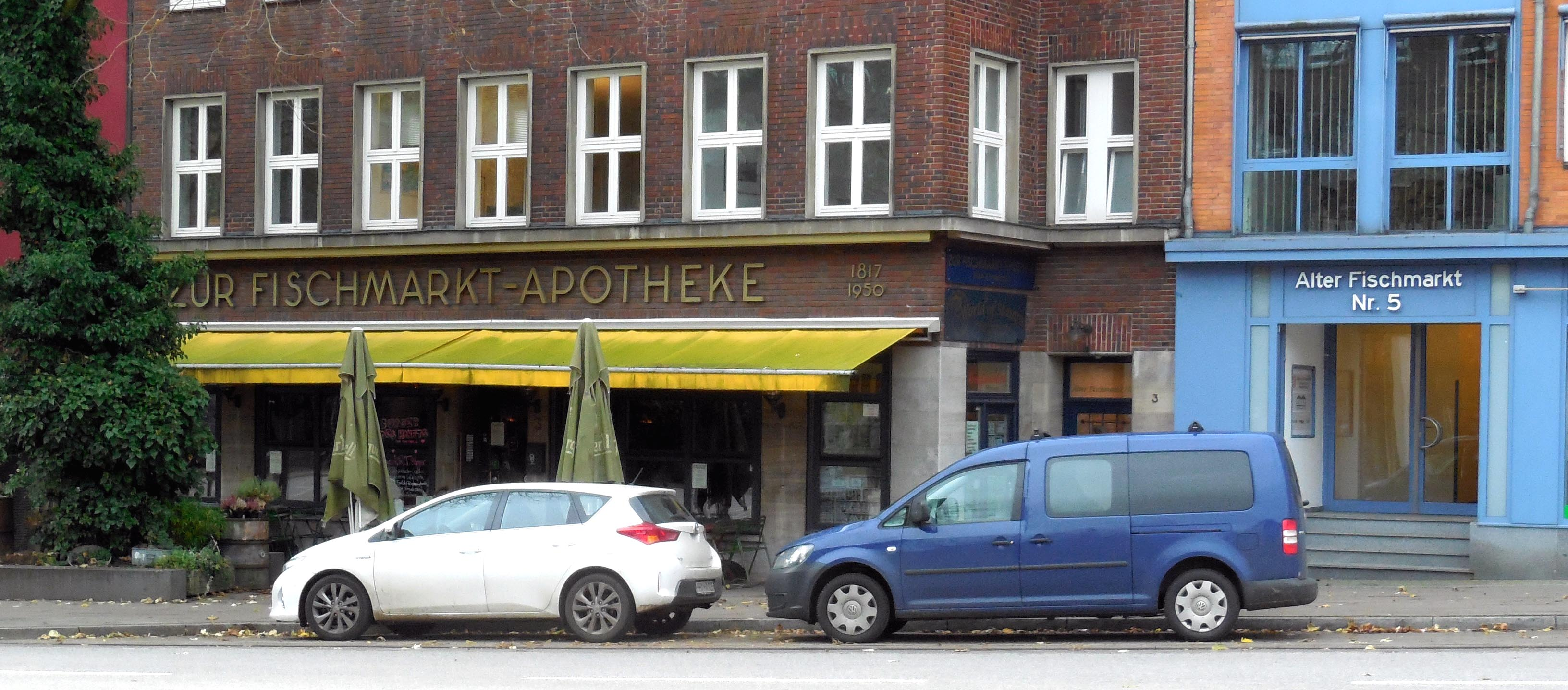
Alter Fischmarkt, Teil der Straßenfront im November 2017

Der Alte Fischmarkt ist eine ca. 120 Meter lange Innerortsstraße im Stadtteil Hamburg-Altstadt. Der Name erinnert an den historischen Fischmarkt, der sich seit dem Mittelalter in dieser Gegend befand und gegen Ende des 19. Jahrhunderts nach St. Pauli verlegt wurde.

## Geschichte
Der historische Fischmarkt Hamburgs befand sich seit dem 14. Jahrhundert südlich der St. Petri-Kirche und der Hamburger Domkirche, unweit von „Salzhaus“ und „Heringshaus“ unmittelbar am Reichenstraßenfleet. Neben Fisch wurde hier auch Leder gehandelt.
Nach dem Abriss des Domes 1806 wurde der nördliche Teil des heutigen Hammaburg-Platzes (bis 2024: Domplatz) neu bebaut, unter anderem mit dem Neubau des Johanneums (1838/40). Weil der laute und geruchsintensive Marktbetrieb in unmittelbarer Nachbarschaft der Schule zunehmend als störend empfunden wurde, wurde er ab 1861 sukzessive nach St. Pauli verlegt. Der südliche Teil des Platzes, etwa zwischen der heutigen Straße Alter Fischmarkt (ehemals der Sattler- bzw. Schmiedestraße), der Großen bzw. Kleinen Reichenstraße sowie dem Schopenstehl und der Brandstwiete belegen, wurde 1889 neu gestaltet. In der Mitte wurde eine große Brunnenanlage errichtet, an deren Spitze sich eine von Engelbert Peiffer entworfene Bronzestatue Karls des Großen befand, der hier als Stadtgründer Hamburgs dargestellt wird. Die Originalstatue wurde im Ersten Weltkrieg eingeschmolzen; eine 1926 angefertigte Kopie steht seit 1977 beim Kleinen Michel in der Neustadt. Ähnlich wie beim ebenfalls von Peiffer gestalteten Hansabrunnen waren am Brunnenschaft weitere Persönlichkeiten aus der Stadtgeschichte dargestellt: Erzbischof Adalbert, Adolf IV. von Schauenburg, Domprediger Albert Krantz sowie Bürgermeister Ditmar Koel.
Dieser Markt war der Vorläufer des heutigen Fischmarkts im Stadtteil Hamburg-St. Pauli.

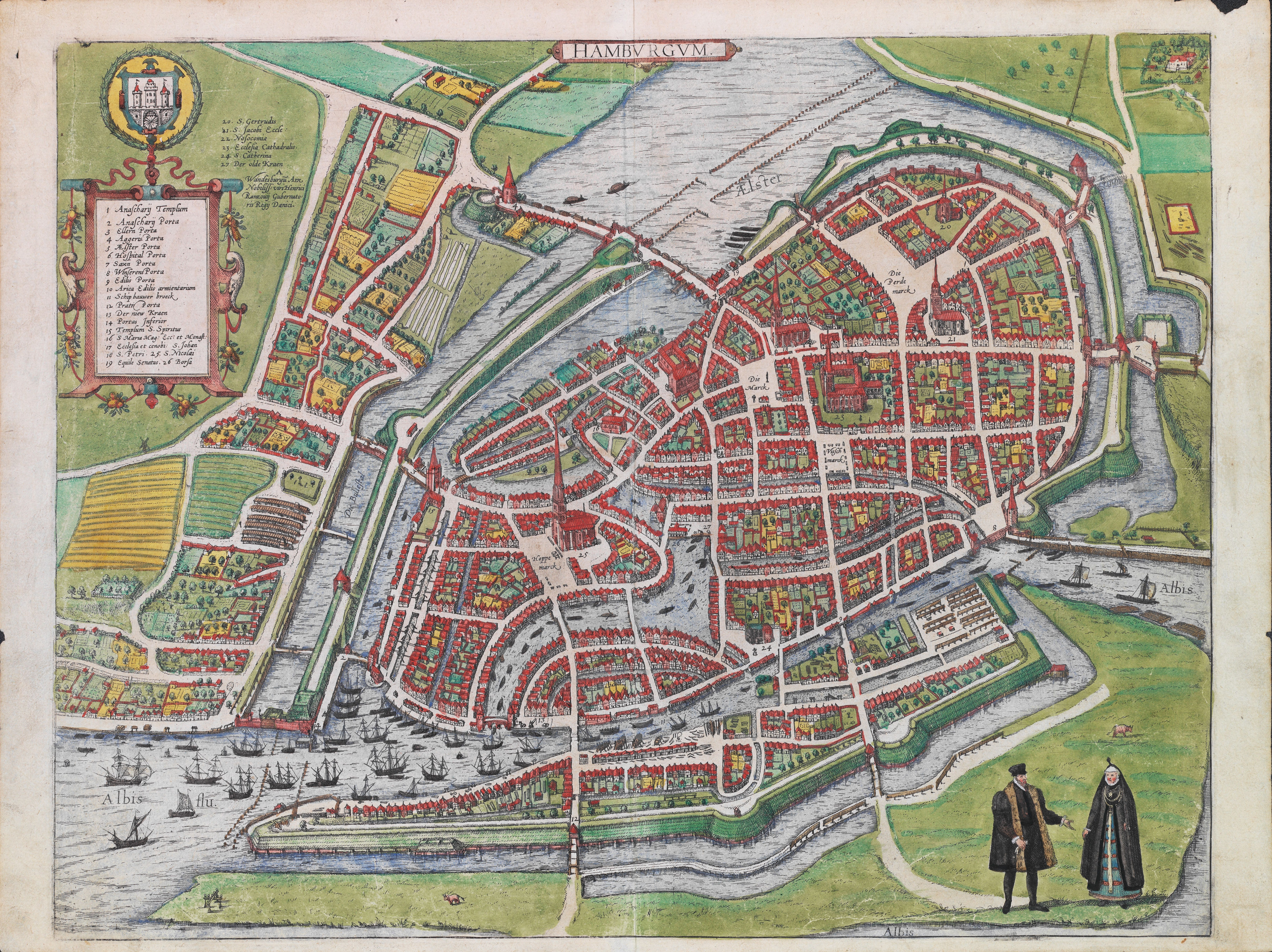
„Vogelschaukarte“ mit dem Visʃchmarck von Georg Braun und Franz Hogenberg, etwa 1590
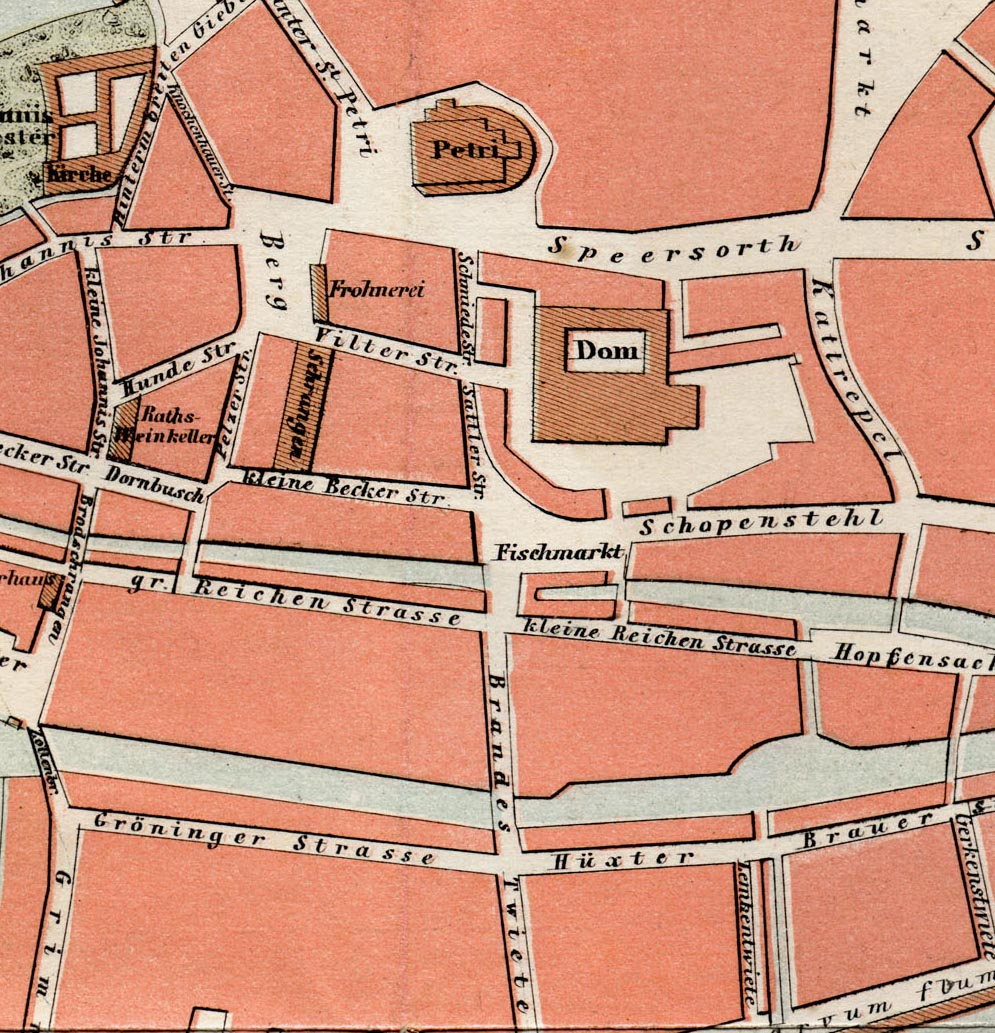
Ausschnitt aus „Historischer Plan Hamburg 1540“ von E.H. Wichmann  mit dem damaligen Fischmarkt
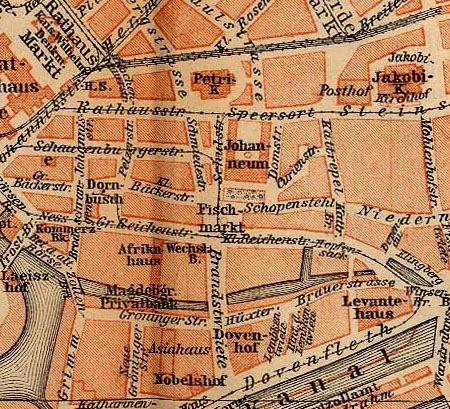
Ausschnitt aus Hamburg 1 Innere Stadt 1910 mit dem Johanneum anstelle der Domkirche
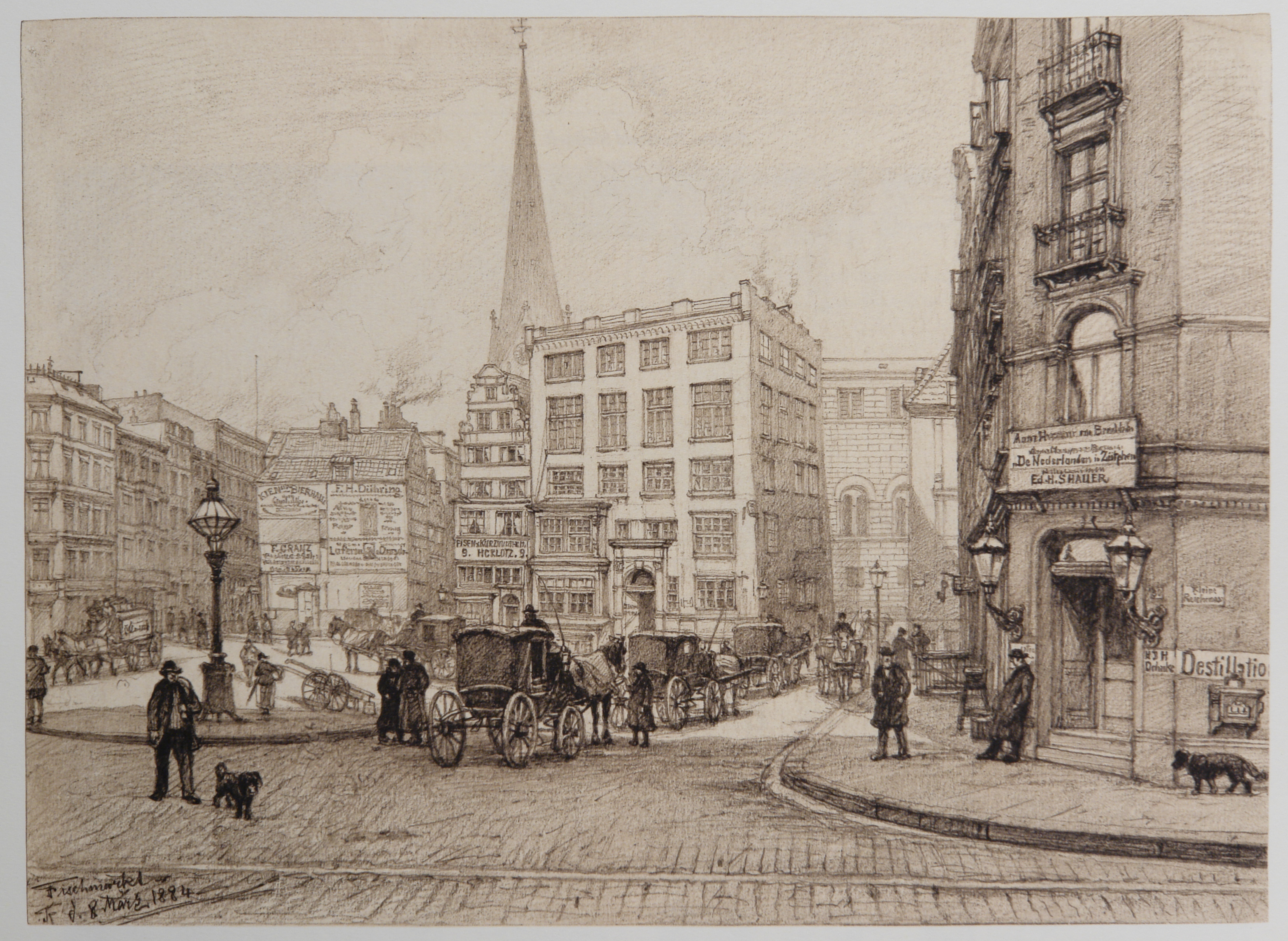
Fischmarkt im Jahr 1884. Zeichnung von Johann Theobald Riefesell
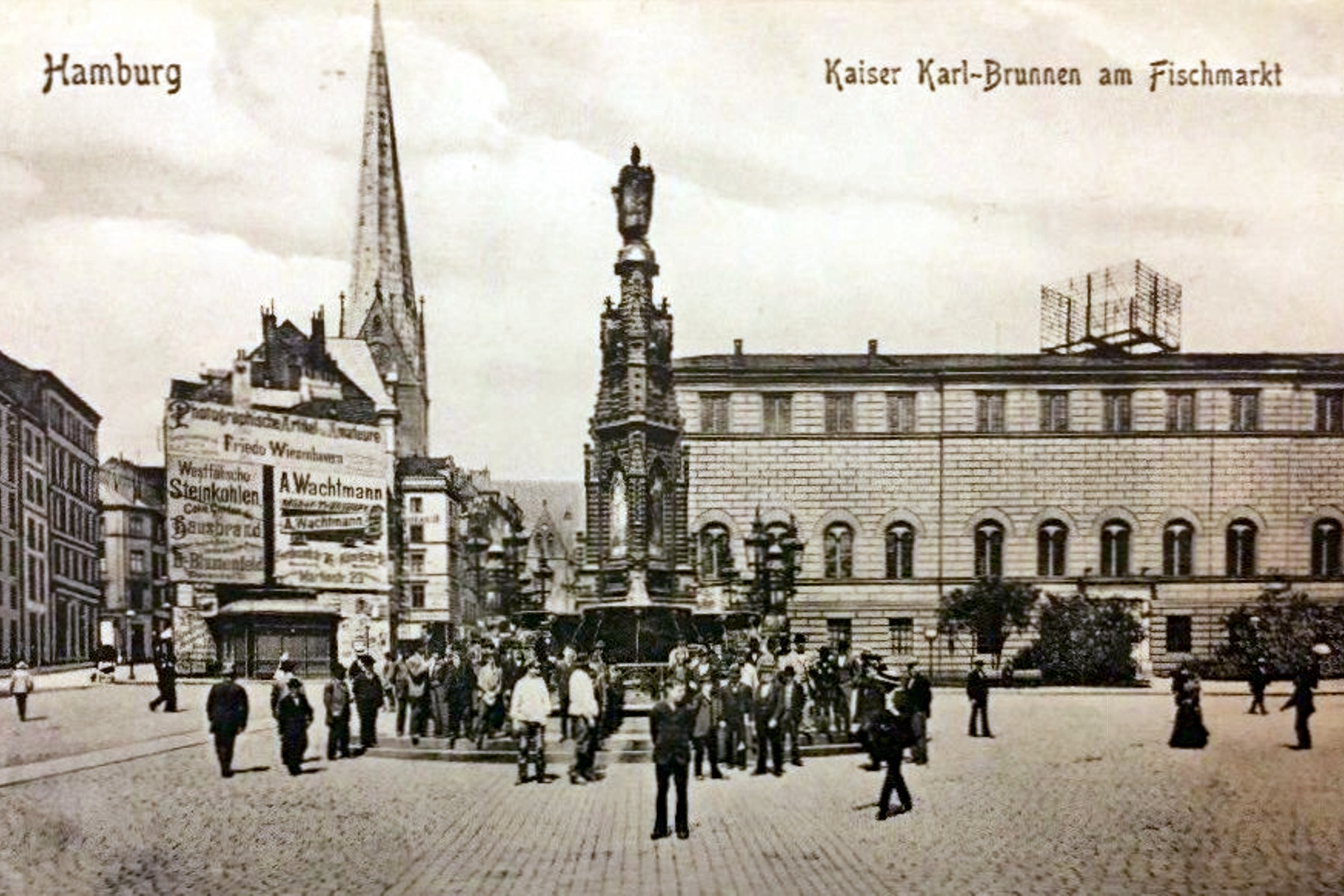
Fischmarkt um 1909 mit Kaiser-Karl-Brunnen, Johanneum und St. Petri
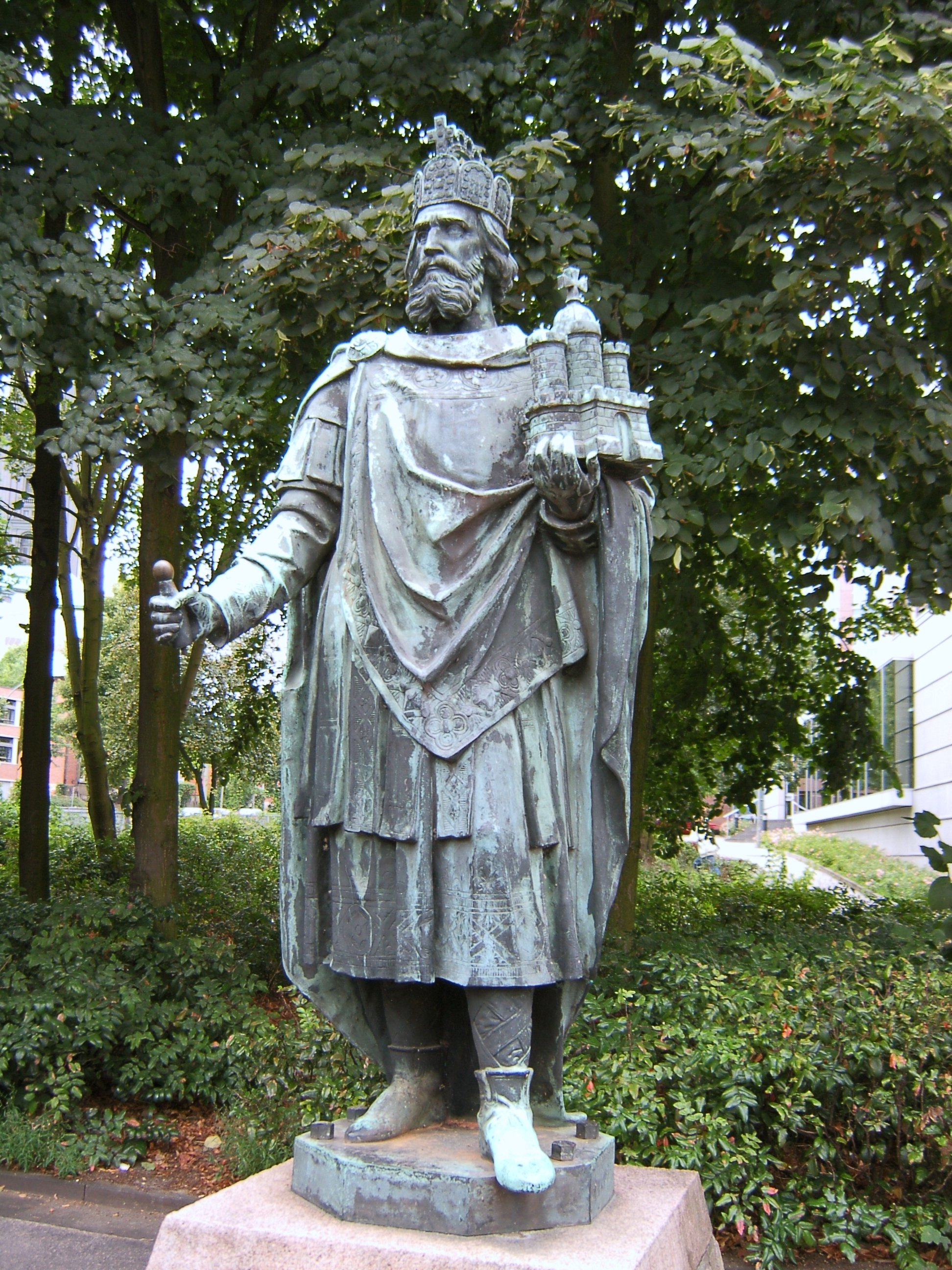
Statue von Karl dem Großen mit der Hammaburg am Kleinen Michel